# Hedong, Lianshan
Hedong är en köping i sydöstra Kina. Den ligger i Lianshan härad i staden Qingyuan i provinsen Guangdong, omkring 220 kilometer nordväst om provinshuvudstaden Guangzhou. Antalet invånare är 5 405. Befolkningen består av 2 701 kvinnor och 2 704 män. Barn under 15 år utgör 22,0 %, vuxna 15-64 år 65 %, och äldre över 65 år 11,0 %.